# Petra Cabrera
Petra del Carmen Cabrera Díaz (Carora, Venezuela, 19 de mayo de 1990) es una futbolista profesional venezolana que juega como defensa central en el Real Brasília FC, de la Serie A1 brasileña, y en la selección femenina de Venezuela.

## Carrera internacional
Cabrera disputó con Venezuela en categoría absoluta dos ediciones de la Copa América Femenina (2014 y 2018) y los Juegos Centroamericanos y del Caribe 2018.